# Kid Cosmic
Kid Cosmic es una serie animada de ciencia ficción y aventuras creada por Craig McCracken y producida por Netflix. Se centra en un niño llamado Kid y su equipo de superhéroes, quienes en conjunto poseen cinco piedras provenientes del espacio exterior que les brindan superpoderes y las resguardan de los alienígenas que invaden a su pueblo. A lo largo de su aventura, el entusiasta protagonista descubre que la realidad de ser un defensor dista de lo que ha visto en sus ficciones favoritas, por lo que se ve obligado a cambiar su manera de ver las cosas y aprender distintas lecciones de vida. La serie se caracteriza por su estilo «retro 2D» inspirado en historietas clásicas como Daniel el travieso y Las aventuras de Tintín, rasgo que se mezcla con una noción realista de su propio mundo. También se desarrolla en diferentes escenarios, iniciando en un desierto del suroeste de los Estados Unidos y pasando al espacio exterior.
Estrenada el 2 de febrero de 2021 en la plataforma de Netflix, es la primera obra de McCracken con formato serializado y su segunda entrada al género de los superhéroes, tras haber creado The Powerpuff Girls en la década de 1990. Su concepto se originó en 2009 con formato de tira cómica, pero parecía tener pocas probabilidades de llegar a la televisión debido a la narrativa de eventos trascendentales que el creador quería implementar. Con años de desarrollo y cambios significativos en la industria de la animación, McCracken pudo convertir su proyecto en un serial cuya duración total es de tres temporadas (o veinticuatro episodios). Su animación la realizó el equipo de Mercury Filmworks en Ottawa (Canadá) implementando el programa Toon Boom Harmony. También cuenta con la música de Andy Bean, quien adoptó el seudónimo Dr. Fang & The Gang y produjo una variedad de temas, de los cuales veinte están compilados en el álbum Kid Cosmic and the Sonic Courage. Medios como Vulture, Los Angeles Times e IGN han sido positivos al reseñar la serie, tanto por su historia como por el modo en que se desarrollan sus personajes.

## Argumento

### Primera temporada:The Local Heroes!
La primera temporada de Kid Cosmic sigue a Kid, un niño que vive en un depósito de chatarra situado en una zona desértica del suroeste de los Estados Unidos. Luego de que descubre las cinco «piedras cósmicas del poder» cerca de una nave espacial estrellada, él y otros lugareños utilizan los superpoderes que estas brindan para luchar contra los invasores alienígenas que desean poseerlas. El protagonista obtiene el poder de volar, aunque más adelante descubre que en realidad goza de telequinesis. Los otros miembros del equipo —cada uno portando su propia roca a modo de anillo— son el abuelo de Kid, Papa G, cuya habilidad es crear múltiples clones de sí mismo; la líder Jo, una joven camarera que puede teletransportarse; Rosa, una niña de cuatro años que puede convertirse en gigante, y Tuna Sandwich, un gato que puede prever el futuro con el tercer ojo en su frente. Les antagoniza el alien Stuck Chuck, quien está atrapado en la Tierra debido a que perdió sus piernas mientras buscaba apoderarse de las piedras cósmicas. Progresivamente, Kid descubre que ser un defensor dista de sus ideas preconcebidas y debe aprender importantes lecciones de vida que le ayudarán a madurar.
Más tarde se revela que una organización militar con un líder encubierto vigilaba las hazañas de los héroes a la espera de alienígenas más poderosos. Al despojar al equipo de sus piedras, se crea el Earth Force Enforcement Force, un quinteto de guerreros ultracapacitados que lucha a favor de dicha organización. Durante la batalla entre estos y las fuerzas extraterrestres, Kid deduce que los invasores están relacionados con el origen de las piedras y no tienen el propósito maligno que se cree, sino de recuperarlas. Luego de ingeniárselas para devolverlas, descubre que estos seres fueron víctimas de un destructor de planetas llamado Erodius y necesitan las rocas para vengar a sus respectivas razas. Solucionado el conflicto, los invasores dejan la tierra y los militares se retraen, lo que devuelve todo a la normalidad. Tiempo después, Queen Xhan —la reina de una raza alienígena— regresa con las piedras para informarle a los protagonistas que Erodius ha aniquilado a sus compañeros y necesita que el equipo de Kid una fuerzas nuevamente para encontrar las trece rocas restantes que están perdidas en el espacio exterior.

### Segunda temporada:The Intergalactic Truckstop!
La segunda temporada se enfoca en Jo, quien se ve desafiada ante la misión de liderar al equipo de héroes y destruir a Erodius —cuya forma es la de un planeta enano—, por lo que se convierte en la aprendiz de Queen Xhan. Los lugareños y el restaurante Mo's Oasis Cafe ahora están en el espacio exterior y le sirven comida a los viajeros de ahí. Fantos, un alienígena con un fanatismo por Erodius, posee algunas de las piedras necesarias para aniquilar al destructor de planetas, las cuales brindan superpoderes como superelasticidad e invisibilidad. Él se convierte en el rival de los protagonistas, quienes se aventuran por diversos escenarios para obtener las rocas restantes. Es así que se suman poderes como el lanzamiento de fuego y hielo, multibrazos, supervelocidad, absorción de dolor y transformación en sustancia viscosa.
De los consejos de Queen Xhan, Jo aprende a actuar con imprudencia y a priorizar sus fines por encima del equipo, lo que crea un conflicto con su madre, Flo. Cuando entra en razón, se da cuenta de que Erodius está a punto de destruir a sus seres cercanos. Con la ayuda de algunos clientes fieles a Flo y, a último momento, de Queen Xhan, logra despojar a Fantos de las piedras que había reunido hasta ese punto. Sin embargo, el alienígena obtiene el poder de la telequinesis y nuevamente gana ventaja sobre los demás. Luego crea portales con los que devuelve a los héroes a su planeta, a donde también dirige a Erodius para causar la extinción de la humanidad. Los protagonistas descubren que en los bolsillos de Kid había un montón de piedras que se desprendieron de la superficie del destructor —originarias de otros planetas destruidos—, y así obtienen las habilidades necesarias para salvar su hogar. La explosión de Erodius causa que múltiples piedras caigan en la Tierra, por lo que aparece el Planet Protection Group (PPG), una agencia gubernamental que le otorga a los héroes la misión de recuperarlas.

### Tercera temporada:The Global Heroes!
La tercera temporada comienza con los héroes trabajando para el Planet Potection Group con tal de arrebatarle las piedras cósmicas a quienes las usan para causar daños en la Tierra. Jo es la primera en darse cuenta de que sus aventuras se asemejan demasiado a las historietas que Kid lee y deduce que están en un mundo de fantasía. Por lo tanto, la Tierra aún corre peligro y Fantos no ha sido derrotado. Kid tarda en asumir esto hasta que se reencuentra con sus padres, quienes habían fallecido en un accidente vehicular. Papa G le ayuda a ver que estos no son reales, por lo que el pequeño decide que quiere salir de ahí y salvar su planeta. Cuando tal plano se desvanece, Queen Xhan salva a los lugareños de morir en el vacío del espacio. Rosa, con la ayuda de tres cadetes rebeldes de una raza casi extinta, viaja hasta la superficie de Erodius y le roba varias piedras a Fantos. Los héroes utilizan los poderes de estas para evitar que Erodius destruya la Tierra. Cuando Papa G es aplastado durante la batalla, se revela que la roca gris que cuelga de su cuello le salvó del daño.
Fantos se apodera nuevamente de todas las piedras y encierra a los héroes dentro de su traje; de pronto, Erodius convierte su superficie es una baba verde y se lo traga. Los héroes logran salvarse y Kid se arriesga para recuperar las piedras que habían perdido. De pronto, Erodius se conecta mentalmente con los héroes y les provee imágenes de cuando fue un planeta sanador; luego de ser destruido, buscó su último resto en otros planetas con tal de regenerarse (de ahí su aparente naturaleza destructora). La piedra gris es lo que Erodius busca y, al entregarla, Papa G comienza a sufrir los efectos de haber envejecido 112 años. Erodius se restaura para luego desvanecerse, a la vez que las piedras de los héroes empiezan a perder su poder. Rápidamente, Jo transporta al equipo hasta su verdadero hogar. Tiempo después, con Papa G en silla de ruedas, un hombre de negro los recompensa con una exagerada cantidad de dinero, pero les dice que su acto de salvar la Tierra deberá permanecer secreto. Con parte de sus riquezas, Flo reabre su restaurante y todo vuelve a la normalidad.
Kid, quien creyó ver a una agente del Planet Protection Group conduciendo por el desierto, le recuerda a los lugareños que hay vida fuera de la Tierra, aunque sus días como superhéroes hayan terminado. Todos ellos, conscientes de la mínima clientela que tendrá el Mo's Oasis Cafe, deciden enviar señales al espacio con la esperanza de que los extraterrestres puedan encontrarlos. Más tarde, múltiples naves alienígenas comienzan a llegar, con tripulantes contentos por haber encontrado el restaurante de Flo. Kid es celebrado y los lugareños empiezan a servirle comida a sus visitantes en el medio de lo remoto.

## Personajes principales y reparto

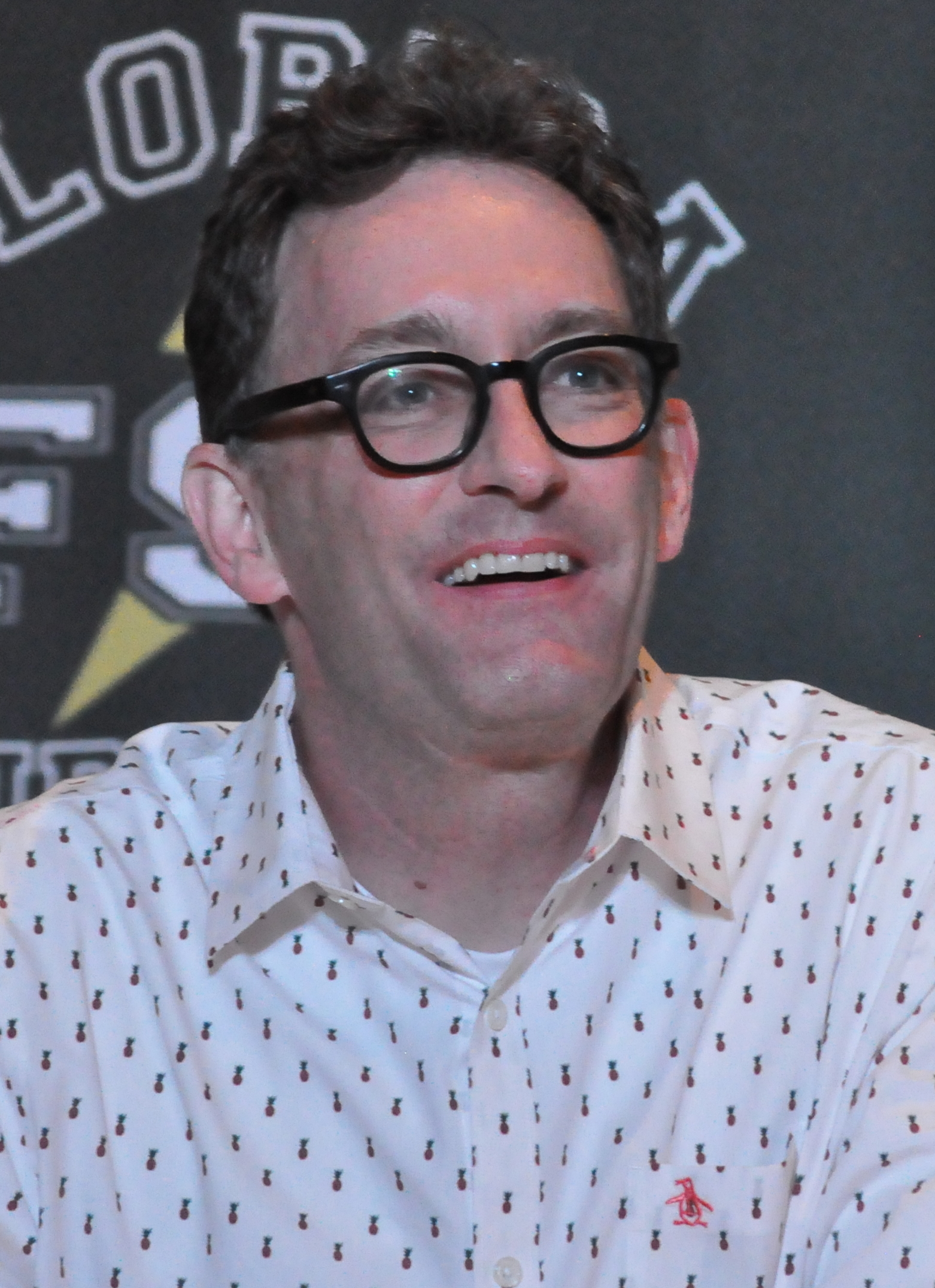
Tom Kenny le brindó su voz al alien Stuck Chuck. El actor siempre ha tenido roles en las series de Craig McCracken.

- Jack Fisher como Kid: un niño enérgico y fantasioso que encuentra las cinco piedras cósmicas y las utiliza para cumplir su sueño de convertirse en superhéroe.[3] Con la suya obtiene el poder de volar, aunque más adelante descubre que en realidad goza de telequinesis.[15] Sus padres murieron cuando era más pequeño, hecho que motiva su deseo de ser un defensor y prevenir otros eventos desafortunados.[32] Siendo un niño pobre, colecciona todo tipo de objetos antiguos que su abuelo ha reunido en su depósito de chatarra, tales como juguetes, videojuegos, cómics y álbumes de música.[14]

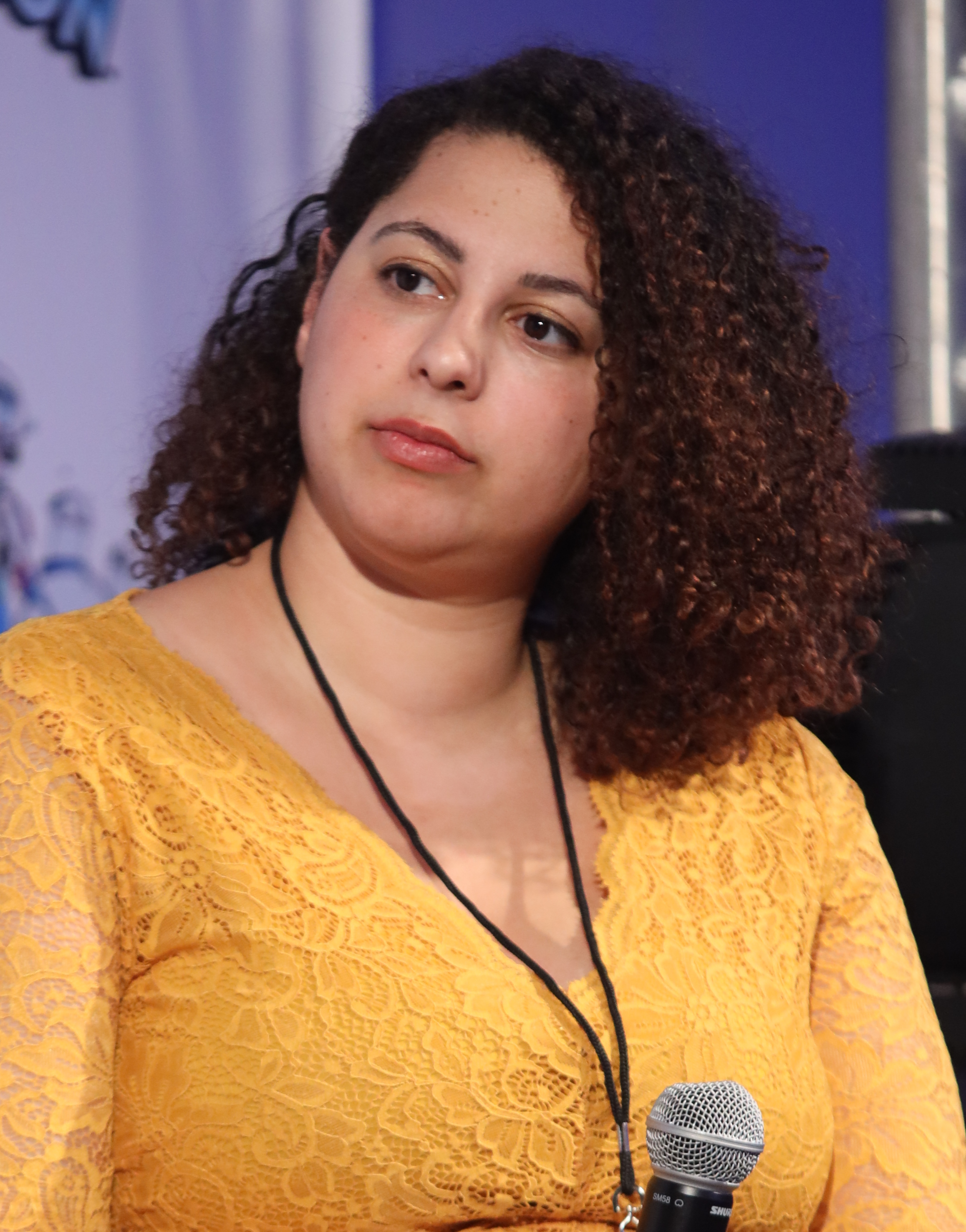
La actriz Amanda C. Miller le brindó su voz al personaje de Jo, en quien se centra la segunda temporada.

- Amanda C. Miller como Jo: una adolescente que trabaja como camarera en el restaurante Mo's Oasis Cafe.[33] Con su piedra cósmica obtiene la habilidad de teletransportarse —de ahí su alias, Portal Girl o Chica portal—, lo que además mejora su desempeño en las tareas diarias.[33] Ella asume el deber de liderar al equipo de héroes e idear estrategias para llevarlos a la victoria.[21] Su madre es Flo (Kim Yarbrough), la propietaria del restaurante cuya clientela suele ser muy pequeña.[33]

- Lily Rose Silver como Rosa: una niña de cuatro años cuyo poder es aumentar de tamaño hasta medir 40 pies de alto, por lo que adopta el alias Niña Gigantica.[33][34] Es enérgica, volátil, juguetona y una miembro eficiente del equipo de Kid.[31][33] Sus padres son Carlos y Ramona Flores (Christian Lanz y Grey Griffin), dos clientes habituales del Mo's Oasis Cafe.[33]

- Tom Kenny como Stuck Chuck: un alien invasor cuyo propósito original es apoderarse de las piedras cósmicas para entregárselas a su admirado Gran Líder.[33][35] Su llegada pone en riesgo a los héroes,[35] pero sus piernas son teletransportadas a otro sitio durante un enfrentamiento y deja de representar un peligro.[1] Al principio se burla de Kid para reducir su confianza,[6] pero a la larga se convierte en un ser benévolo.[15] Su aspecto e indumentaria son las de un clásico extraterrestre del género de la ciencia ficción.[31]

- Fred Tatasciore como Tuna Sandwich (o Sándwich de Atún):[3] el gato de Kid, que con su piedra cósmica puede prever el futuro, por lo que recibe el alias Precognitive Cat (o Gato precognitivo).[16] Al cabo de varios eventos obtiene la habilidad de comunicarse en lengua humana mediante un dispositivo traído por Chuck.[17] Estima profundamente a su dueño y conoce el dolor que le causó perder a sus padres, por lo que se esfuerza en mantenerlo protegido.[17]

- Keith Ferguson como Papa G: el abuelo de Kid, quien pronto se entera de que existen las piedras cósmicas.[31] Luego obtiene la habilidad de clonarse y lidera a su ejército de copias, de ahí el alias Old Man Many Men (o Anciano muchos hombres).[16] Es un pacifista cuyo modo de vida consiste en cuidar a su nieto y acumular todo tipo de objetos en el depósito de basura local.[14][16] Gracias a él, el protagonista ha adoptado el mantra «Freakin' out? Breathe it out!» (en español: «¿Enloqueciendo? ¡Exhala!»).[33]

- Bobby Moynihan como Fantos the Amassor: el enemigo de los héroes desde la segunda temporada; un alienígena cuyos momentos de maldad contrastan con su gran inmadurez.[21] Dado su fanatismo por Erodius (el planeta destructor), quiere frustrar a los protagonistas para asegurarse de que este pueda causar más estragos en la galaxia.[21] Fantos llega a apoderarse de las piedras cósmicas y dirigir a Erodius hacia la Tierra, por lo que los héroes deben ingeniárselas para derrotar a ambos.[23][36]

## Desarrollo y producción
| Al trabajar en Kid Cosmic, primero tuve que inventar la historia; pensar en todo el asunto de una vez. Casi lo concebí como una película, pensando: «Está bien, se trata de un filme de tres horas y veinte minutos. ¿Cómo puedo dividir esto en capítulos?». Primero piensas en la gran historia y luego la cortas en partes. No puedes hacer un programa serializado con un ritmo semanal; debes saber a dónde vas en cada episodio. —Craig McCracken al sitio web Vulture. |

Luego de terminar su serie Foster's Home for Imaginary Friends en 2009, Craig McCracken planeó dedicarse al medio de las novelas gráficas, ya que quería darle «un enfoque más íntimo y directo a la realización de caricaturas», en contraste con trabajar con muchas personas para un gran canal de televisión. El germen de Kid Cosmic se originó durante ese periodo, cuando McCracken exploró la premisa en el formato de tira cómica. Su base fue la idea de cuán diferente sería la realidad a las expectativas del protagonista una vez que este tuviera la oportunidad de ser un superhéroe. Inspirado en su deseo temprano de convertirse en artista profesional, McCracken quería abordar «esa ingenua confianza que tienen todos los niños», siendo las fantasías de heroísmo algo común en la niñez, o incluso la «confianza ciega» de que se puede ser competente en ello de inmediato. De ese modo pondría énfasis en «pequeñas historias humanas» y no en lo épico de ser un superhéroe.
Más tarde reparó en que, con tal de que los personajes crecieran y tuvieran un desarrollo personal, debía contar la historia con un formato serializado. Convencido de que ninguna cadena adoptaría una propuesta así en aquel entonces, McCracken la dejó de lado hasta 2015, cuando la industria de la animación se abrió más a la idea de la serialización dentro de los programas infantiles. Lo normal en este ámbito era presentar historias autoconclusivas de once o veintidós minutos que no tendrían efecto en los episodios posteriores, algo que McCracken reconoció como una fuente de frustración para cierta parte de la audiencia. Un ejemplo de esto era Bloo, el personaje principal de Foster's Home for Imaginary Friends, quien jamás retenía sus lecciones porque los guionistas debían «presionar el botón de reinicio». En cambio, series como Gravity Falls o Steven Universe habían demostrado que existía una demanda por el contenido serializado. Con la ayuda de su esposa Lauren Faust y su amigo Francisco Angones, McCracken expandió aún más el concepto de Kid Cosmic y lo convirtió en un animatic de veintidós minutos. Enterado de que Netflix buscaba proyectos nuevos, se dirigió a sus estudios un día jueves y les presentó su animación como episodio piloto. El concepto satisfizo los estándares de los ejecutivos, quienes apoyaron la idea de una serie familiar de veintidós minutos y le dieron pie a su realización el miércoles siguiente; «¡Fue realmente rápido y una experiencia bastante increíble!», expresó McCracken en 2021.

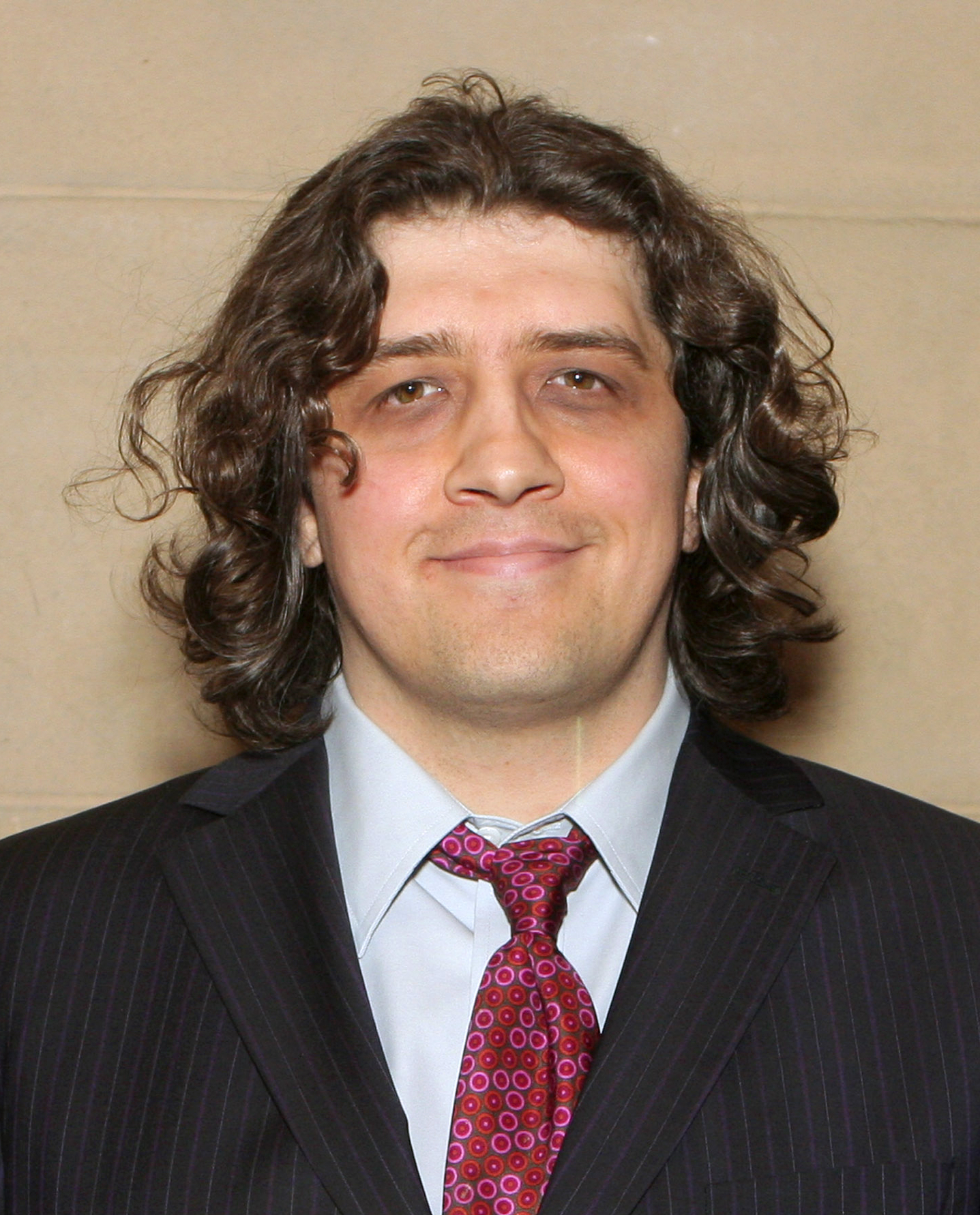
Craig McCracken en 2007, dos años antes de empezar a desarrollar Kid Cosmic.

El creador y su viejo amigo Rob Renzetti se desempeñaron como productores ejecutivos del serial. Con el uso del programa Toon Boom Harmony, Mercury Filmworks proporcionó los servicios de animación en Ottawa (Canadá). Este estudio había brindado sus utilidades en Wander Over Yonder, la creación anterior de McCracken, y en esta oportunidad proporcionaba una plantilla de 110 empleados. La división de Netflix dedicada a la animación encabezaba la producción desde Los Ángeles con un equipo de 45 personas aproximadamente. Habiendo trabajado únicamente para la televisión en el pasado, McCracken afirmó que en esta empresa sentía mayor libertad creativa para presentar proyectos que tuvieran un tono más oscuro o que pudieran funcionar como una película, «algo de lo que las cadenas televisivas podrían rehuir». Debido a la pandemia de COVID-19, el equipo de la serie se vio obligado a ejercer sus cargos en casa desde marzo de 2020, lo que ralentizó el proceso de producción.  La actualización Harmony 20 se utilizó desde la segunda temporada; con los «master controllers» que esta proveía, los animadores podían controlar las poses de los personajes de manera más eficiente. Con WebCC —el servidor compartido de Toon Boom— se logró un trabajo colaborativo entre las personas que animaban desde sus hogares. Según McCracken, una tanda de episodios tomaba casi un año y medio de trabajo, partiendo desde el proceso de escritura. En agosto de 2021 adelantó que cada etapa de la serie se concentraría en el desarrollo de un personaje diferente: «En la segunda temporada, Jo descubre que los héroes se preocupan [por otros]; y finalmente, en la tercera, Papa G acepta que los héroes se sacrifican».

### Estilo e inspiraciones

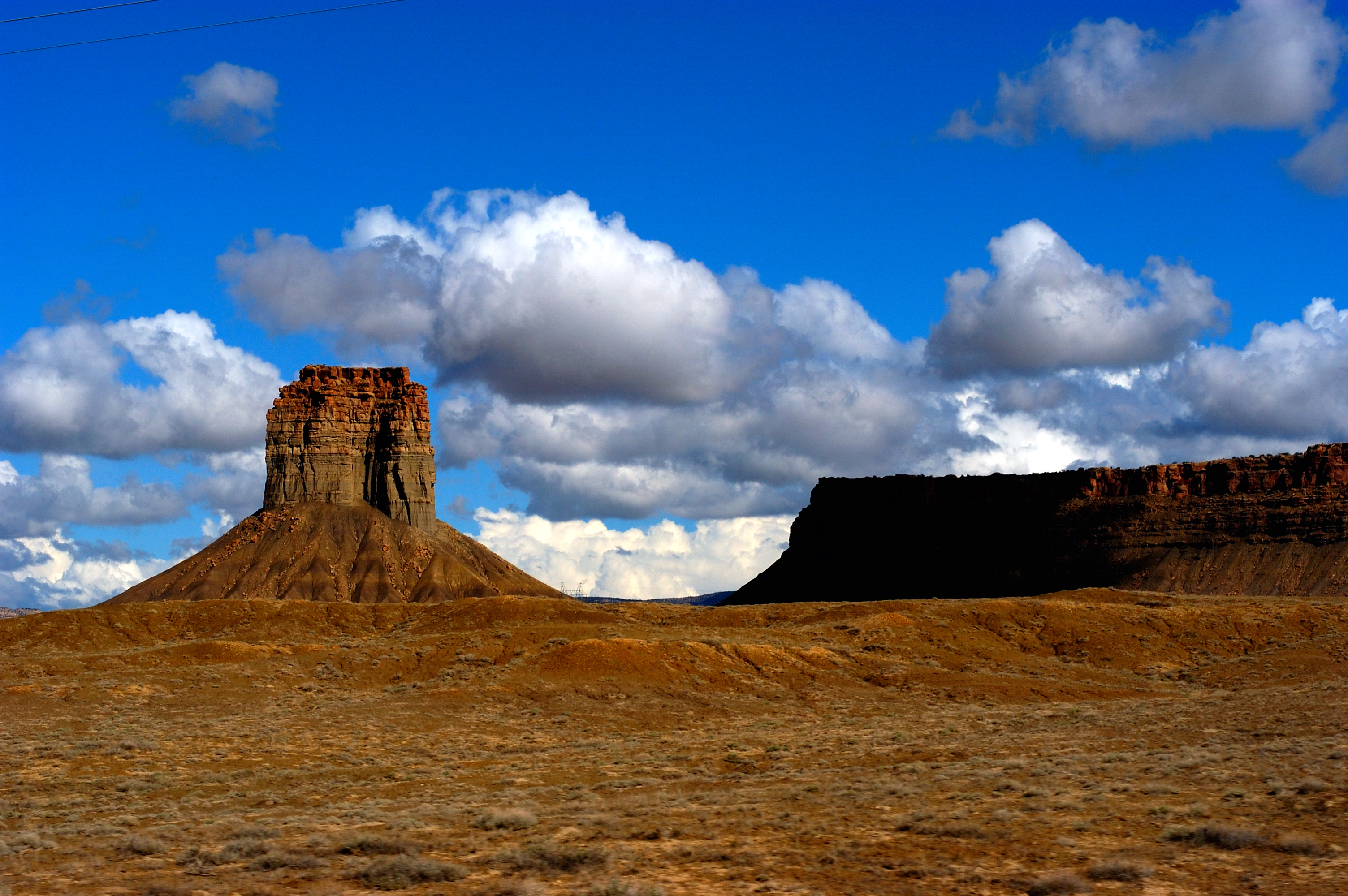
El desierto de Nuevo México, lugar donde presuntamente ocurre la primera temporada.

Se presume que el escenario principal de la serie, una zona desértica con un «ambiente genérico» del suroeste rural, es algún poblado del estado de Nuevo México. McCracken afirmó que con este lugar, «sinónimo de naves espaciales accidentadas», podía evitar la tarea de dibujar edificios y multitudes para enfocarse mejor en otros aspectos de la historia. Sin embargo, también expresó lo siguiente en una entrevista para el portal Den of Geek: «Podría ser Nuevo México, California [o incluso] Arizona. Básicamente es un lugar lo bastante remoto para que una nave espacial se estrelle y no mucha gente lo sabría. También está solo en el medio de la nada, así como la Tierra en el gran universo».
En lo estilístico, el programa es reminiscente de historietas clásicas como Daniel el travieso y Las aventuras de Tintín, mientras que cada acción que ocurre en su mundo se apega a cierto sentido de la realidad. Por esto, los personajes se verán sometidos a verdaderos peligros, aunque a su alrededor existan elementos fantásticos. Contó McCracken: «Muchas de las decisiones que tomamos en Kid se basaron en el hecho de que se trata de personas reales en el mundo real [...] Así que con la animación evitamos movimientos demasiados suaves y fluidos, o muchos “aplasta y estira”, cosas que asocias con dibujos animados». También señaló que la serie es sobre «superhéroes con un estilo punk-rock», lo que fue motivo para conseguir un aspecto «imperfecto alrededor de los bordes», que luciera hecho a mano. La influencia de los artistas Hank Ketcham y Charles M. Schulz tuvo gran peso en ello por la simpleza y fluidez de sus dibujos. Chris Tsirgiotis, el diseñador de fondos principal, explicó que la idea de trazar escenarios de manera «suelta y rápida» provino de algunas historietas Europeas, de modo que evocaran la sensación «polvorienta y desgastada» que es típica de los paisajes desérticos. Por otra parte, el diseño de Stuck Chuck se basa en los alienígenas del filme Mars Attacks! y en otras obras de ciencia ficción que influyeron al creador. Los autos, las naves espaciales y locaciones como el Mo's Oasis Cafe a veces son modelos tridimensionales.
McCracken afirmó que algunas de las ideas exploradas en el programa se basan en experiencias de su vida personal, como la muerte de su padre cuando tenía siete años de edad (al igual que el protagonista). Su conexión duradera con el filme E. T., el extraterrestre (donde el pequeño Elliot crece sin una figura paterna) le hizo inclinarse hacia ese tipo de temas para abordarlos con un sentido inspiracional. La dinámica entre Kid y Jo se basa en la relación del creador con su hermana mayor (quien lo introdujo a varias de sus formas de entretenimiento favoritas, como The Beatles o Star Wars) y se asemeja a la que tienen Mac y Frankie en Foster's Home for Imaginary Friends. Asimismo, el espíritu juguetón de Rosa refleja la influencia de la pequeña hija de McCracken. Los personajes de apoyo son los vecinos de Kid, gente normal de distintas edades y géneros que «nunca pondrías en un equipo de superhéroes». Uno de ellos es Papa G, quien conserva ciertos rasgos de la personalidad de McCracken, como lo es su gusto por coleccionar antigüedades. Kid Cosmic también transmite el mensaje de que «los héroes ayudan, no lastiman», por lo que sus personajes a menudo muestran una actitud compasiva hacia los adversarios. De esta manera, su tono se diferencia de la primera obra popular de McCracken, The Powerpuff Girls, una «parodia campy» del género de los superhéroes: «Realmente no quería contarle una historia a los niños que dijera: “oye, si obtienes grandes poderes, entonces puedes ir a golpear a los tipos malos, ser violento y ganar”. No quería que ese fuese el mensaje. Así que me pregunté qué es un verdadero héroe», le dijo al sitio web Vulture.

## Música
La serie cuenta con la música del compositor y multinstrumentista Andy Bean, quien ya había trabajado en bandas sonoras de producciones animadas. En esta oportunidad adoptó el seudónimo Dr. Fang & The Gang, que supone una banda ficticia de rock psicodélico y garage punk de los años 1970, la favorita de Kid. Estos géneros se escogieron para complementar la estética retro del programa y las frecuentes secuencias de acción. La integración de Bean al proyecto se dio bajo petición de McCracken cinco años antes de que el serial se estrenara, mientras Bean trabajaba en la música de Wander Over Yonder. El compositor accedió a la propuesta de inmediato, incluso sin conocer demasiados detalles sobre los personajes. De antemano recibió un dibujo de la banda y algunos materiales de referencia para el tipo de sonido que debía conseguir. Entre 2015 y 2019 le presentó varias maquetas al creador y, durante la producción de la serie, ciertas escenas se construyeron con base en composiciones tempranas. Varios temas finales, como «Galactic Interference» y «Groundspeed Hustle», incorporan sintetizadores y elementos reminiscentes del espacio exterior o la ciencia ficción. Como canción principal suena «The Kid (Kid Cosmic Theme)», la cual McCracken consideró como a otro personaje importante.
Los temas de la primera temporada se compilaron en el álbum Kid Cosmic and the Sonic Courage, publicado oficialmente en las plataformas de Spotify y Deezer el 26 de febrero de 2021. Bean le comentó a Animation Magazine: «Queríamos que la música de Kid Cosmic sonara como si se hubiese extraído de un disco antiguo de la colección de Kid. ¡Este es ese disco!».
El álbum incluye las siguientes pistas:
| Kid Cosmic and the Sonic Courage |                                  |          |  |
| N.º                              | Título                           | Duración |  |
| 1.                               | «The Kid (Kid Cosmic Theme)»     | 2:01     |  |
| 2.                               | «Vacation Boogie»                | 2:55     |  |
| 3.                               | «Airborne Shuffle»               | 2:11     |  |
| 4.                               | «The Gravity Ball»               | 2:38     |  |
| 5.                               | «Galactic Interference»          | 2:44     |  |
| 6.                               | «Somebody Call the Doctor»       | 1:59     |  |
| 7.                               | «Talkin Tuna»                    | 2:50     |  |
| 8.                               | «Groundspeed Hustle»             | 2:33     |  |
| 9.                               | «Desert Jungle»                  | 2:24     |  |
| 10.                              | «Here Comes the Gang»            | 1:50     |  |
| 11.                              | «I'll Do the Best That I Can Do» | 1:56     |  |
| 12.                              | «Fetch Me My Bicycle»            | 1:46     |  |
| 13.                              | «The Kid (Live)»                 | 2:09     |  |
| 14.                              | «Tuna on the Road»               | 2:05     |  |
| 15.                              | «Rosa Y Rolla»                   | 2:03     |  |
| 16.                              | «The Papa G Stomp»               | 2:54     |  |
| 17.                              | «Papa G's Jam»                   | 1:44     |  |
| 18.                              | «Greasy Spoon Space Gal»         | 2:02     |  |
| 19.                              | «Superkid Surf Party»            | 2:01     |  |
| 20.                              | «Party Back at My House»         | 2:13     |  |
| 44:58                            |                                  |          |  |

## Episodios
Netflix anunció Kid Cosmic y otras cinco novedades en formato de animación el 6 de noviembre de 2018. El primer avance promocional se publicó en YouTube el 5 de enero de 2021, de antemano a los primeros diez episodios que debutaron el 2 de febrero de ese año, los cuales constituyen la primera temporada. Las temporadas dos y tres (estrenadas el 7 de septiembre de 2021 y el 3 de febrero de 2022, respectivamente) son más cortas debido a la decisión que McCracken tomó mientras negociaba con Netflix. Le comentó a TheWrap: «Lo que menos queríamos era hacer algunos episodios de relleno que realmente no harían avanzar la historia y que explotarían los recursos de nuestro equipo [en momentos] que no son esenciales». De haberse seguido el plan original, cada temporada habría abarcado diez episodios, en lugar de ocho en la segunda y seis en la tercera, pero McCracken quería que cada capítulo terminara con un buen cliffhanger. De esta manera evitó que Kid Cosmic tuviera el mismo destino que su serie Wander Over Yonder, cuya cancelación ocurrió mientras él planeaba una tercera tanda de episodios. En cuanto al final, comentó: «Siempre dijimos, “bueno, contemos esta historia y terminémosla sin dejarla abierta para más. Y si alguna vez alguien quiere más, entonces se nos ocurrirá algo nuevo”».
| Primera temporada | Primera temporada                        |
| N.º               | Título                                   |
| ----------------- | ---------------------------------------- |
| 1                 | «Kid Cosmic and the Rings of Power!»     |
| 2                 | «Kid Cosmic y la Niña Gigantica»         |
| 3                 | «Kid Cosmic and the Precognitive Cat»    |
| 4                 | «Kid Cosmic and the Local Heroes»        |
| 5                 | «Kid Cosmic and the Big Win»             |
| 6                 | «Kid Cosmic and the Epic Fail»           |
| 7                 | «Kid Cosmic and the Invaders from Earth» |
| 8                 | «Earth Force Enforcement Force»          |
| 9                 | «Kid Cosmic and the Bad Good Guys»       |
| 10                | «Kid Cosmic and the Day is Saved!»       |

| Segunda temporada | Segunda temporada                           |
| N.º               | Título                                      |
| ----------------- | ------------------------------------------- |
| 1                 | «Kid Cosmic and the Other Stones of Power»  |
| 2                 | «Kid Cosmic and the Pyramid Puzzle of Pain» |
| 3                 | «Kid Cosmic and the Heist of Fire and Ice»  |
| 4                 | «Kid Cosmic and the Galactic Champion»      |
| 5                 | «Kid Cosmic and the Feeble Fighter»         |
| 6                 | «Kid Cosmic and the Soul Kroshing Loss»     |
| 7                 | «Kid Cosmic and the Fallen Hero»            |
| 8                 | «Kid Cosmic and the World Is Saved»         |

| Tercera temporada | Tercera temporada                                   |
| N.º               | Título                                              |
| ----------------- | --------------------------------------------------- |
| 1                 | «Kid Cosmic and the Best Day Ever»                  |
| 2                 | «Kid Cosmic and the Secret of the Fourteenth Stone» |
| 3                 | «Kid Cosmic and the Global Conspiracy»              |
| 4                 | «Kid Cosmic and the Little Spark »                  |
| 5                 | «Kid Cosmic and the Planet Killer                   |
| 6                 | «Kid Cosmic and the Grand Opening of Planet Earth»  |

## Recepción
En cuanto a calificaciones de la audiencia, la serie ha ostentado un 7.9/10 en IMDb y un 100 % de aprobación en Rotten Tomatoes. Varios medios la han reseñado; por ejemplo, Adrián Carande de la revista Cinemanía la calificó como «un pequeño milagro» y «una trepidante joya escrita y animada de forma impecable» que regresa a McCracken a sus orígenes y lo lleva «al límite» con una historia «sincera» y «efectiva». Sarah Dobbs de SFX Magazine afirmó que a primera vista se trata de un relato de superhéroes genérico que, conforme avanza, se atreve a tratar temas como el colonialismo y las políticas de antinmigración. Nicole Clark de IGN criticó la falta de «desarrollo emocional» en los personajes secundarios en la primera temporada, ya que se le da mayor énfasis a los procesos internos de Kid, a quien consideró «extremadamente desafiante de soportar». No obstante, sintetizó esta primera tanda de episodios como algo «meramente entretenido». Por su parte, Karen Han de la revista Slate opinó que esta etapa es más bien sobre «abrir las puertas y dejar pasar a la gente», pues termina en suspenso y con los héroes «encontrando su propio ritmo».
Amanda Dyer de Common Sense Media recomendó la serie para niños mayores de ocho años, en vista del desmembramiento de varios personajes extraterrestres y la manera en que Rosa es celebrada por su «violencia instintiva». Más allá de eso, describió Kid Cosmic como una propuesta «graciosa y conmovedora», con buenos modelos a seguir y lecciones valiosas que nacen del fracaso de sus héroes. John Maher del sitio web Vulture la catalogó como una de las animaciones destacadas del primer tercio de 2021 y elogió el «desarrollo paciente de personajes, los sutiles avances en la construcción del mundo y la voluntad de explorar lo difícil que es crecer». Del mismo modo, Robert Lloyd de Los Angeles Times la incluyó en su lista sobre los trece mejores programas de ese año, estimándola como una epopeya sincera y «genuinamente intrigante». Rafael Motamayor de IGN concluyó que, con un final «satisfactorio», «maduro» y «optimista», se trata quizás de «la mejor serie animada de McCracken hasta la fecha», en una reseña que finaliza con una nota de nueve sobre diez para la tercera temporada.

## Premios y nominaciones
| Año  | Premiación                                    | Categoría                                             | Nominado                                                   | Resultado | Ref.          |
| ---- | --------------------------------------------- | ----------------------------------------------------- | ---------------------------------------------------------- | --------- | ------------- |
| 2022 | Premios Annie (49.ª edición)                  | Mejor diseño de personajes en televisión u otro medio | Craig McCracken (por «Kid Cosmic and the Rings of Power!») | Nominado  | [ 54 ]        |
| 2022 | Premios Annie (49.ª edición)                  | Mejor guion gráfico en televisión u otro medio        | Justin Nichols (por «Kid Cosmic and the Big Win»)          | Nominado  | [ 54 ]        |
| 2022 | Children's & Family Emmy Awards (1.ª edición) | Logro individual en animación                         | Chris Tsirgiotis (diseño de fondos)                        | Ganador   | [ 55 ]        |
| 2022 | Children's & Family Emmy Awards (1.ª edición) | Logro individual en animación                         | Craig McCracken (diseño de personajes)                     | Ganador   | [ 55 ]        |
| 2023 | Kidscreen Awards (14.ª edición)               | Mejor serie animada                                   | Kid Cosmic                                                 | Nominada  | [ 56 ] [ 57 ] |